# The Floor Below
 The Floor Below és una pel·lícula muda en blanc i negre de la Goldwyn Pictures dirigida per Clarence G. Badger que es va estrenar el 10 de maig de 1918. Els actors principals van ser Mabel Normand i Tom Moore.

## Repartiment
- Mabel Normand (Patricia “Patsy” O'Rourke)
- Tom Moore (Hunter Mason)
- Helen Dahl (Louise Vane)
- Wallace McCutcheon (Monty Latham)
- Lincoln Plumer (oncle Amos)
- Charlotte Granville (la senyora Mason)
- A. Romaine Callender (Ziegler, reporter estrella del diari)
- Louis R. Grisel (Stubbs)
- Willard Dashiell (editor en cap)

## Argument
Patricia “Patsy” O'Rourke, una noia afable que treballa copiant a màquina les notícies que li arriben dels reporters en el diari the Sentinel. Un dia, un dels reporters, Stubbs, l'acusa d'haver-li robat el rellotge i està a punt de ser acomiadada. L'editor en cap però decideix donar-li una altra oportunitat. Li encomana investigar una pista que relaciona la missió Hope, una casa d'acollida de gent pobre dirigida pel milionari Hunter Mason i el seu secretari, Monty Latham, amb una sèrie de robatoris en cases riques del veïnat. Pensen que algú subministra als lladres plànols de les mansions per tal que puguin entrar sense cap dificultat.
Patsy entra per la finestra de nit a investigar i es troba amb Hunter al seu despatx que encara està treballant. Ella li explica que ha entrat per amagar-se de la policia explica que ha robat un rellotge a un company de feina per venjança i demana que la deixi amagar. També que és orfe i està sola al món. En veure-la tan jove s'apiada i decideix deixar-la dormir al sofà del despatx. Quan ell cau rendit, ella aprofita per investigar les seves butxaques i calaixos i es convenç que ell no pot tenir cap relació amb els robatoris.
Quan Hunter es desperta l'endemà sent l'olor d'ous amb pernil que ha cuinat Patsy i reconeix que fa temps que no ho troba tot tan perfecte. Decideix donar-li feina a casa seva tenint cura de la seva mare, la senyora Mason i l'oncle Amos. Louise Vane, la promesa de Hunter, de mica en mica s'adona que ell s'està enamorant de Patsy i esdevé gelosa, tot i que ella està realment enamorada de Monty, el secretari.
S'organitza un ball per recaptar fons per a la missió. S'arriben a recaptar 4.000 dòlars. Quan el ball s'acaba no es poden ingressar els diners al banc doncs és tard i Louise suggereix a Hunter que els amagui en una caixa entre els llibres d'un prestatge. Durant la nit, Patsy sospita i en silenci torna a la biblioteca per veure com Louise està robant els diners. Les dues noies es disputen la caixa quan Hunter i l'oncle Amos entren a l'habitació i creuen que Louise ha sorprès Patsy robant la caixa. En aquell moment arriba la policia i Ziegler, el reporter principal del diari i aclareixen que Patsy no és una lladre sinó que està investigant i descobreixen que el robatori ha estat organitzat per Monty.
Quan tot ha acabat, el director ofereix a Patsy contractar-la però ella decideix abandonar el diari i casar-se amb Hunter.